# Rogojampi (plaats)
Rogojampi is een bestuurslaag in het regentschap Banyuwangi van de provincie Oost-Java, Indonesië. Rogojampi telt 10.825 inwoners (volkstelling 2010).